# Tyrus (Band)
Tyrus war eine australische Thrash-Metal-Band aus Melbourne, die 1984 gegründet wurde und sich 1986 auflöste.

## Geschichte
Die Band wurde 1984 gegründet und bestand aus dem Sänger und Gitarristen Peter Hobbs, dem Gitarristen Alex Radanov, dem Bassisten Dave Frew und dem Schlagzeuger Pat DeGarmo. Bereits kurz nach der Gründung wurde letzterer durch Chris Phillips ersetzt. Nachdem Frew die Besetzung 1985 verlassen hatte, gründete er Rampage. Seinen Posten nahm der Bassist Harold ein. Etwa zur selben Zeit nahm die Gruppe ein erstes Demo auf, das vier Lieder enthält. 1986 stieß Mick Zaitcz als neuer Bassist hinzu. Da sich Peter Hobbs jedoch entschied, Hobbs’ Angel of Death zu gründen, kam es noch im Dezember 1986 zur Auflösung. 2012 erschien bei Arkham Chronicles Records & Distribution die Kompilation Rats Will Have Their Feast, der sich im folgenden Jahr eine weitere, selbstbetitelte bei Iron Pegasus Records anschloss.

## Stil
Laut Brian Fischer-Giffin in seiner Encyclopedia of Australian Heavy Metal hat sich die Band vom anfänglichen Hard Rock zum Thrash Metal entwickelt. thethrashmetalguide.com merkte an, dass es sich bei Tyrus vielleicht um die erste Thrash-Metal-Band Australiens handeln könnte. Den Songs würde eine schwere und bedrohliche Atmosphäre innewohnen und sie hätten drückende Riffs. Im Lied Crucifixion erinnere die Gruppe an Celtic Frost, während Bubonic Flesh nach Angel Dust klinge. Die Musik sei für Fans von Mortal Sin, Hobbs’ Angel of Death und Bezerker geeignet.

## Diskografie
- 1986: Tyrus (Demo, Eigenveröffentlichung)
- 1986: He's a Liar (Single, Eigenveröffentlichung)
- 2012: Rats Will Have Their Feast (Kompilation, Arkham Chronicles Records & Distribution)
- 2013: Tyrus (Kompilation, Iron Pegasus Records)